# Haus Podhorskyj
Das Haus Podhorskyj (ukrainisch Будинок Підгорського), auch Schloss des Barons (Замок барона) oder Haus des Barons (Дом Барона) genannt, ist ein denkmalgeschütztes Gebäude im Stadtrajon Schewtschenko der ukrainischen Hauptstadt Kiew.
Das zwischen 1896 und 1898 auf der Jaroslawiw-Wal-Straße (Вулиця Ярославів Вал) Nummer 1 nahe dem Goldenen Tor vom Kiewer Architekten Mykola Dobatschewskyj errichtete Gebäude wurde als Mietshaus für den Gutsbesitzer Michael Podgorskyj erbaut, dem das Haus seinen Namen verdankt.
Das Haus, das mit seiner Turmspitze auf dem Erker an ein Märchenschloss erinnert, enthält Elemente sowohl der Gotik, der Renaissance als auch Anzeichen romanischem Jugendstils. In dem heute renovierungsbedürftigen Gebäude mit fast 1500 m² Fläche dass seit 1990 ein Architekturdenkmal ist, befindet sich heute im Erdgeschoss eine Galerie.

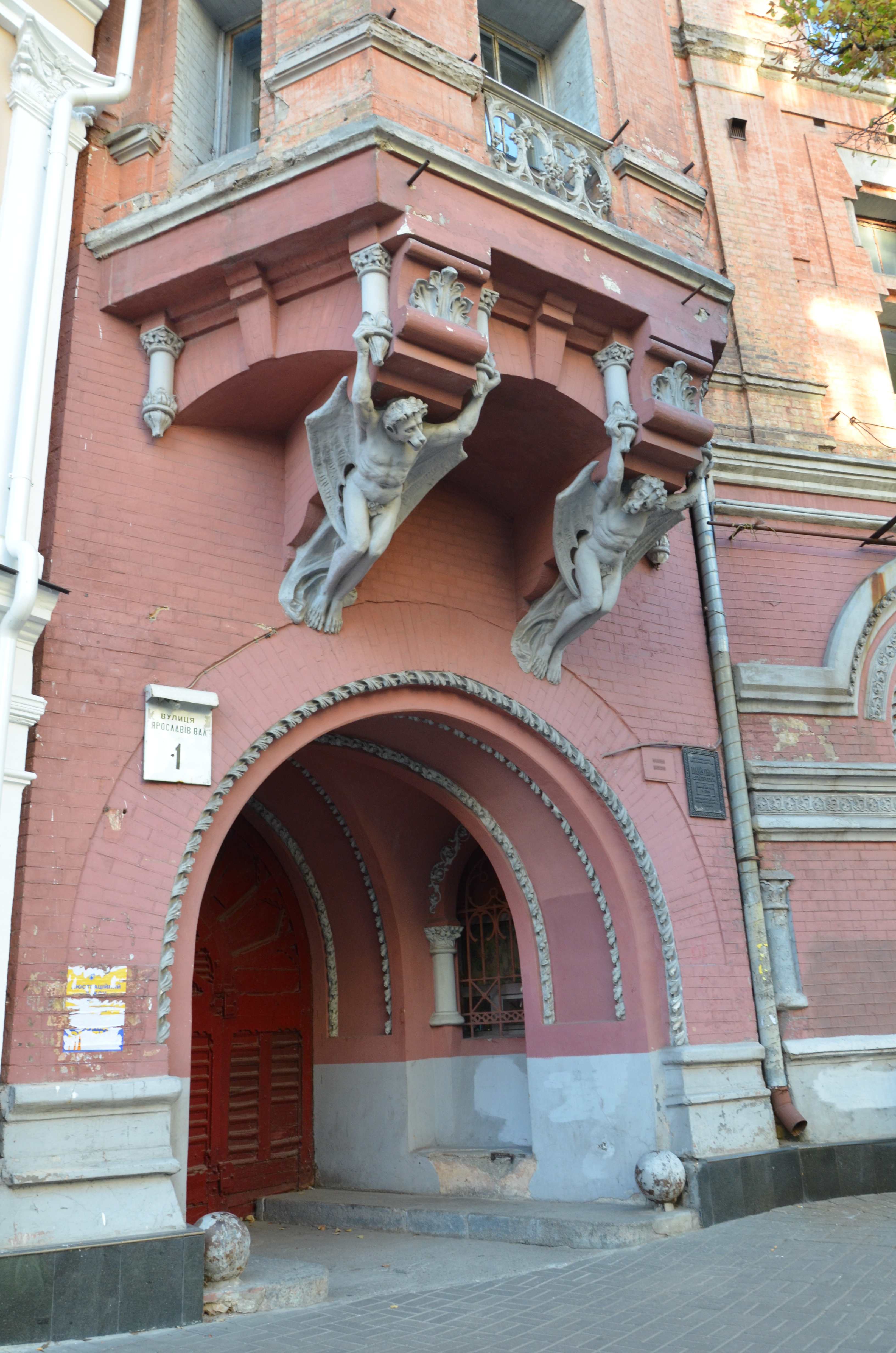
Detailaufnahme des Gebäudes
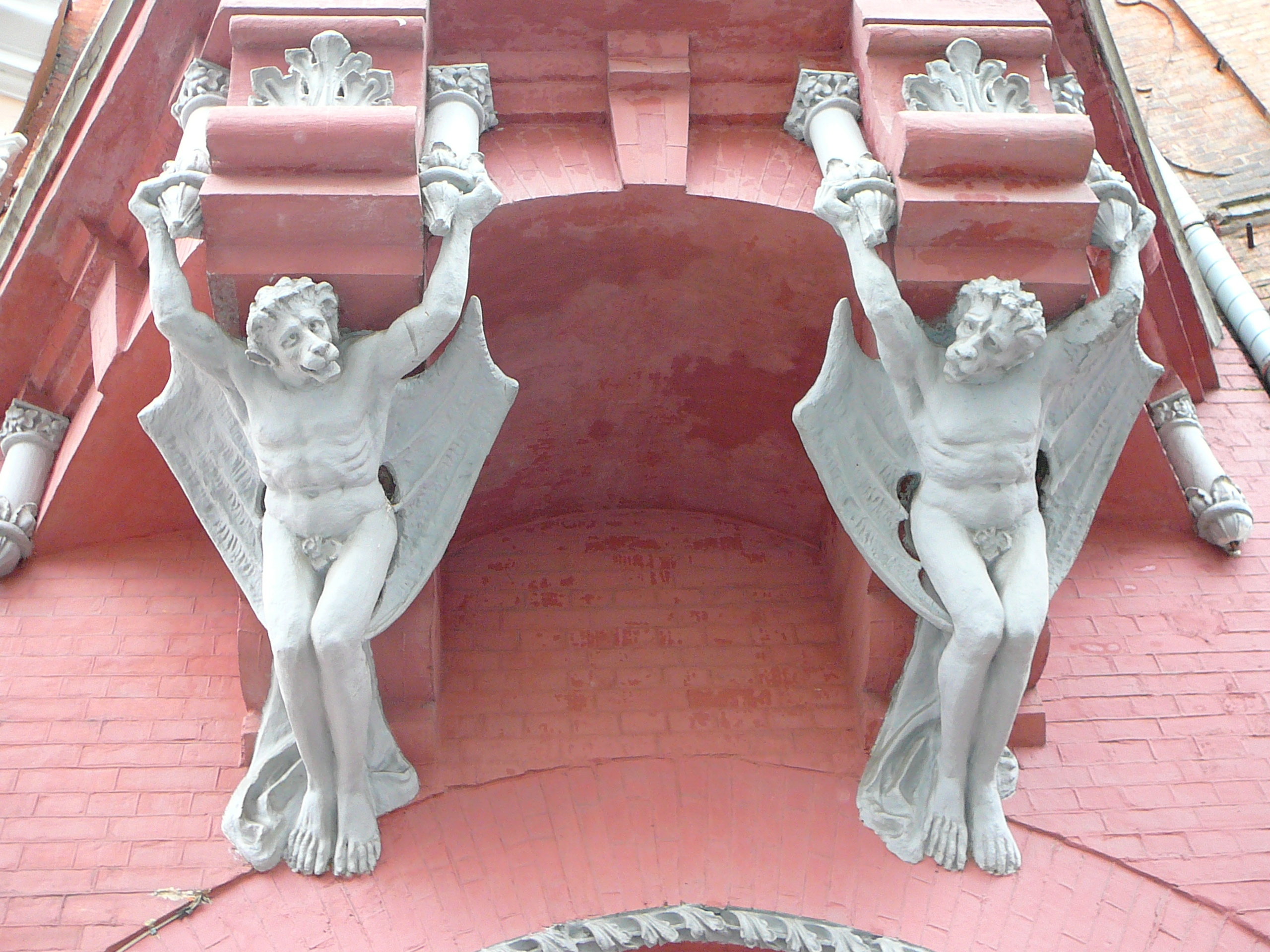
Chimären am Erker des Gebäudes
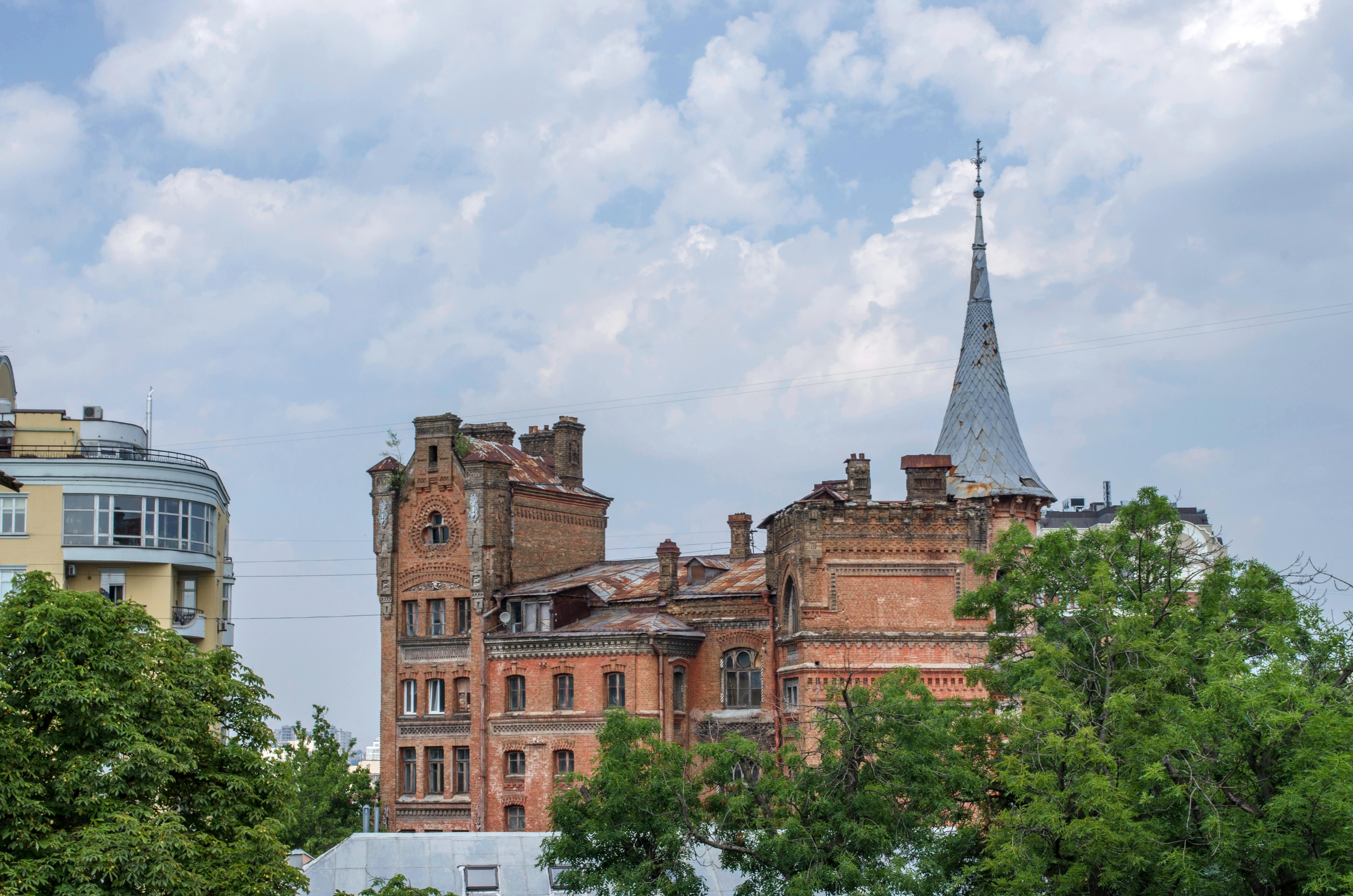
Rückansicht
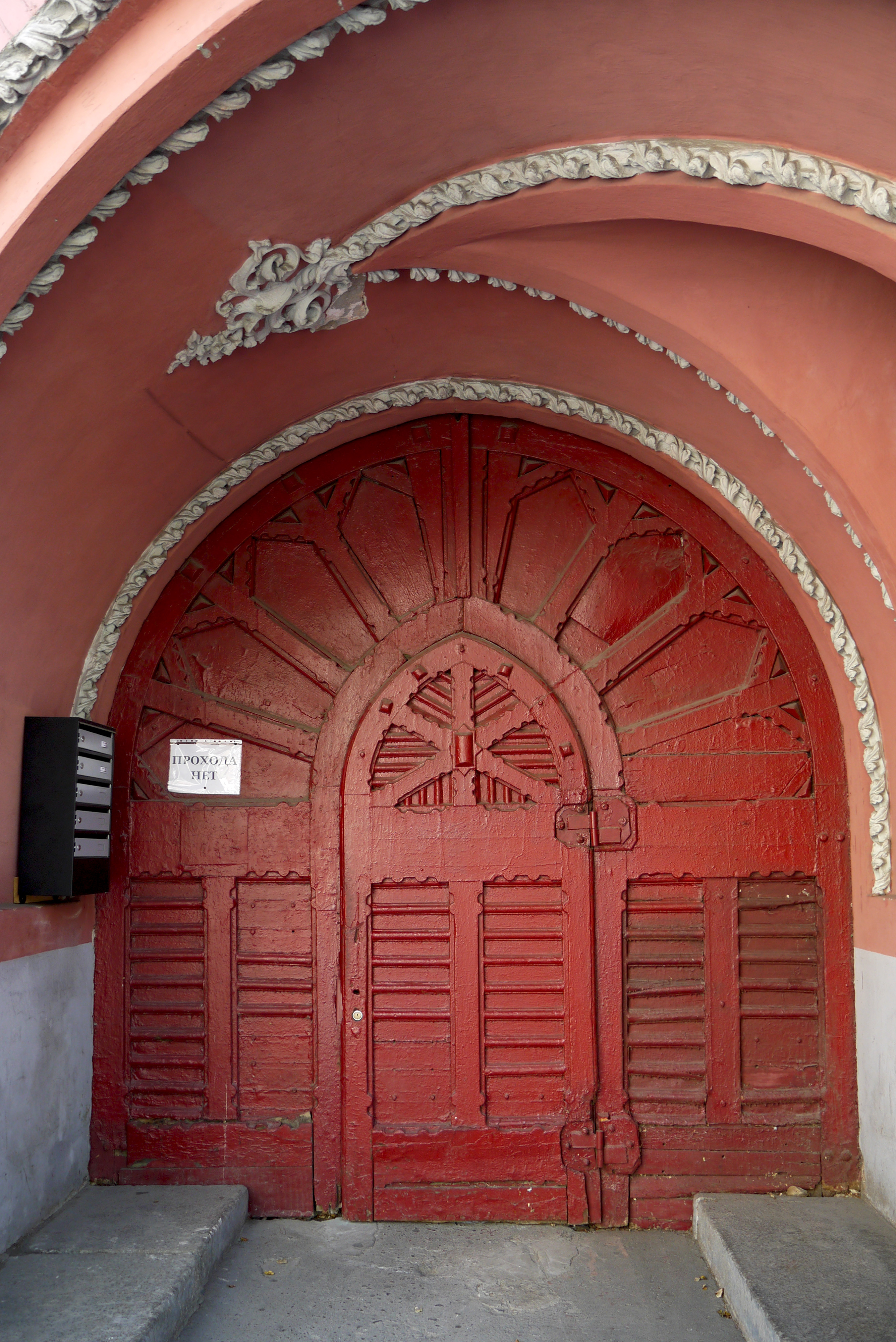
Hauseingang